# Bruce Fairweather
Bruce Fairweather är en gitarrist/basist från Seattle USA. Fairweather ersatte gitarristen Steve Turner i grungebandet Green River 1985 och spelade med dem fram till bandet splittrades 1987. Därefter bildade han tillsammans med Stone Gossard och Jeff Ament från Green River och Andrew Wood från Malfunkshun bandet Mother Love Bone. Efter att Wood avlidit av en överdos 1990 började han spela bas i bandet Love Battery. Han spelade in två album med gruppen innan han valde att lämna den för att ägna sig åt familjen.
- Bruce Fairweather på Allmusic